# Боннер (округ, Айдахо)
Шаблон:StateAbbr_ 48°17′ пн. ш. 116°36′ зх. д. / 48.29° пн. ш. 116.6° зх. д.
Округ  Боннер (англ. Bonner County) — округ (графство) у штаті  Айдахо, США. Ідентифікатор округу 16017.

## Історія
Округ утворений 1907 року.

## Демографія
За даними перепису 
2000 року 
загальне населення округу становило 36835 осіб, зокрема міського населення було 8312, а сільського — 28523.
Серед мешканців округу чоловіків було 18449, а жінок — 18386. В окрузі було 14693 домогосподарства, 10264 родин, які мешкали в 19646 будинках.
Середній розмір родини становив 2,94.
Віковий розподіл населення поданий у таблиці:
| Стать    | До 15 років | 15-21 | 22-29 | 30-39 | 40-49 | 50-65 | 65-85 | Понад 85 |
| -------- | ----------- | ----- | ----- | ----- | ----- | ----- | ----- | -------- |
| Чоловіки | 3874        | 1819  | 1250  | 2170  | 3251  | 3786  | 2136  | 163      |
| Жінки    | 3663        | 1608  | 1276  | 2280  | 3452  | 3571  | 2215  | 321      |

## Суміжні округи
- Баундері — північ
- Лінкольн, Монтана — схід
- Сендерс, Монтана — південний схід
- Шошоні — південний схід
- Кутенай — південь
- Спокен, Вашингтон — південний захід
- Понд-Орей, Вашингтон — північний захід

## Виноски
1. ↑  (unspecified title) — Москва: ВИНИТИ РАН, 1964. — С. 39. — 235 с.
2. ↑  U.S. Decennial Census. United States Census Bureau. Архів оригіналу за 26 квітня 2015. Процитовано 28 червня 2014.
3. ↑  Historical Census Browser. University of Virginia Library. Архів оригіналу за 11 серпня 2012. Процитовано 28 червня 2014.
4. ↑  Population of Counties by Decennial Census: 1900 to 1990. United States Census Bureau. Архів оригіналу за 30 жовтня 2014. Процитовано 28 червня 2014.
5. ↑  Census 2000 PHC-T-4. Ranking Tables for Counties: 1990 and 2000 (PDF). United States Census Bureau. Архів оригіналу (PDF) за 18 грудня 2014. Процитовано 28 червня 2014.
6. ↑  State & County QuickFacts. United States Census Bureau. Архів оригіналу за 15 квітня 2012. Процитовано 28 червня 2014. [Архівовано 2011-07-17 у Wayback Machine.](англ.) Наведено за англійською вікіпедією.
7. ↑  American FactFinder. Бюро перепису населення США. Архів оригіналу за 26 лютого 2012. Процитовано 31 січня 2008. [Архівовано 2008-05-21 у Wayback Machine.]

| США | Це незавершена стаття з географії США. Ви можете допомогти проєкту, виправивши або дописавши її. |